# Jován Róbert
Jován Róbert (Budapest, 1967. november 2. –) válogatott magyar labdarúgó, csatár.

## Pályafutása

### Klubcsapatban
1988 nyarán egy évre kölcsönben a Videotonban szerepelt. 1992 februárjában fél évig kölcsönben a német másodosztályú Brandenburg játékosa lett.
1997 tavaszán fél évre kölcsönben a Charleroi-hoz került. Júniusban a belga csapat két évre leigazolta.

### A válogatottban
1990 és 1995 között öt alkalommal szerepelt a válogatottban és egy gólt szerzett. Ötszörös ifjúsági válogatott (1985–86, 3 gól).

## Sikerei, díjai
- Magyar bajnokság
  - bajnok: 1986–87
  - 2.: 1989–90

## Statisztika

### Mérkőzései a válogatottban
| Magyarország | Magyarország      | Magyarország                  | Magyarország | Magyarország | Magyarország     | Magyarország | Magyarország | Magyarország |
| #            | Dátum             | Helyszín                      | Hazai        | Eredmény     | Vendég           | Kiírás       | Gólok        | Esemény      |
| ------------ | ----------------- | ----------------------------- | ------------ | ------------ | ---------------- | ------------ | ------------ | ------------ |
| 1.           | 1990. március 20. | Budapest, Üllői úti Stadion   | Magyarország | 2 – 0        | Egyesült Államok | barátságos   | -            | 46'          |
| 2.           | 1990. március 28. | Budapest, Népstadion          | Magyarország | 1 – 3        | Franciaország    | barátságos   | -            | 62'          |
| 3.           | 1990. április 11. | Salzburg, Lehen Stadion       | Ausztria     | 3 – 0        | Magyarország     | barátságos   | -            |              |
| 4.           | 1991. január 17.  | Chandrasekharah, Nair Stadion | India        | 1 – 2        | Magyarország     | Nehru-kupa   | 1            | 55' 75'      |
| 5.           | 1995. október 11. | Zürich                        | Svájc        | 3 – 0        | Magyarország     | Eb-selejtező | -            |              |
|              | Összesen          |                               |              | 5            | mérkőzés         |              | 1            | gól          |